# Bombus proavus
Bombus proavus (saknar svenskt namn) är en utdöd insekt i överfamiljen bin (Apoidea) och släktet humlor (Bombus).
Arten är en utdöd humla, som levde under Miocen, mellan 12,1 och 21,3 miljoner år före nutid. Den återfanns 1931 i Latah Formation, en samling fossilliserade sjöbottnar i Washington i USA.

## Beskrivning
En kraftigt byggd humla med lång, svart behåring, i alla fall i ansiktet. Kroppen är i för dåligt skick för att man ska kunna avgöra om även den var svarthårig. De välbevarade framvingarna är 15 mm långa.